# Great Basin Naturalist
Great Basin Naturalist (abreviado Great Basin Naturalist) es una revista con ilustraciones y descripciones botánicas que es editada en los Estados Unidos desde el año 1939/1940 hasta ahora.